# Daugavpils (stacja kolejowa)

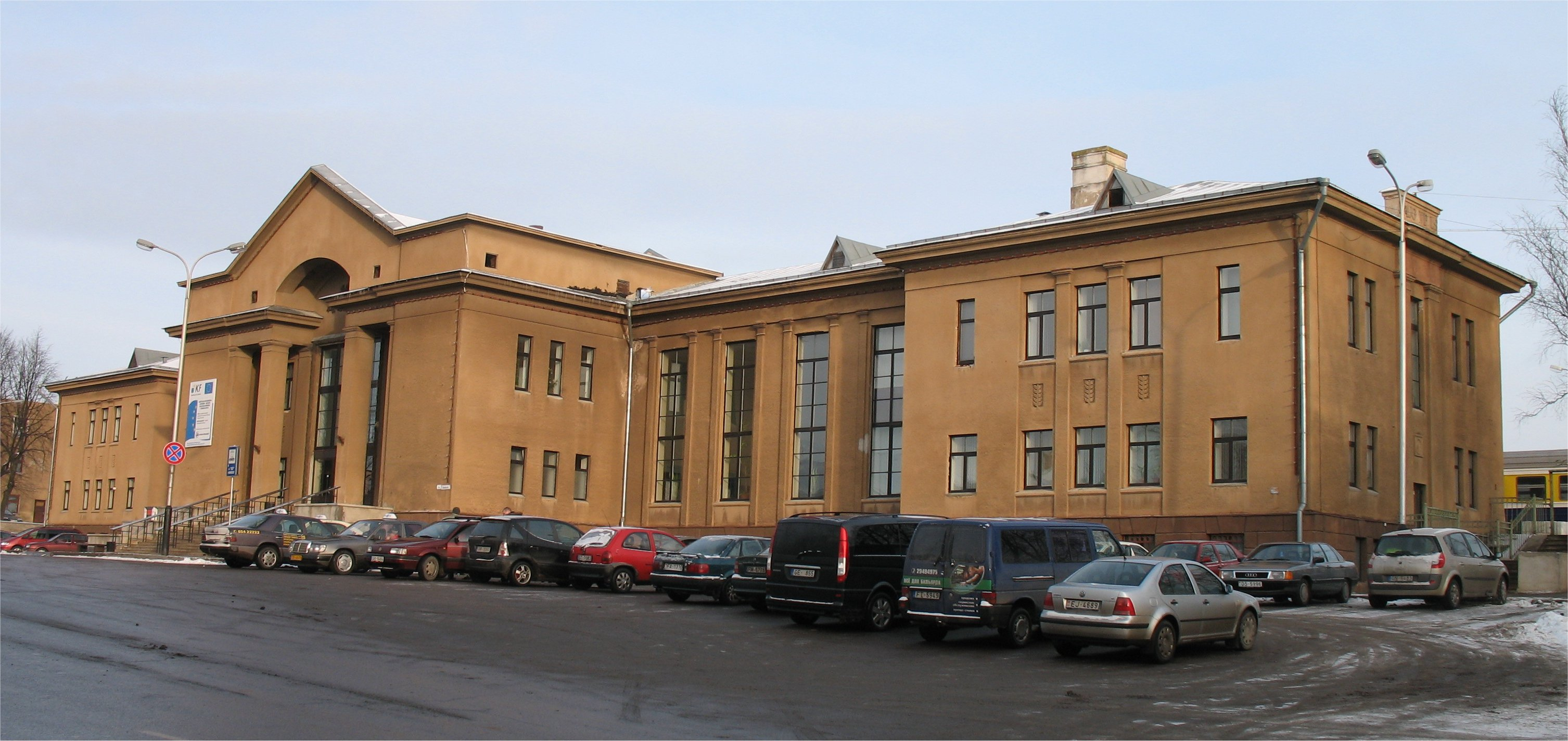
Dworzec Kolejowy Daugavpils

Daugavpils – stacja kolejowa w Dyneburgu, na Łotwie, która powstała w latach 1860-1873.
W 1944 w Dyneburgu funkcjonował pierwszy po II w.ś. zarząd kolei na Łotwie. W pozostałych latach najczęściej zlokalizowany był w tej miejscowości średni szczebel zarządzania, np. oddział/oddziały.
Dworzec wielokrotnie przebudowywano, obecny budynek pochodzi z 1951, wcześniejszy był wybudowany w 1943.
Od 1991 węzłem zarządzają Koleje Łotewskie (Latvijas dzelzceļš).
W 1866 na węźle powstały Dźwińskie Główne Warsztaty Kolejowe kolei Petersbursko-Warszawskiej i Ryżsko-Orłowskiej (Двинские главные железнодорожные мастерские Петербургско-Варшавской и Рига-Орловской железных дорог), w 1880 noszące nazwę Fabryki Wagonów i Maszyn Kolei Żelaznej Dynebursko-Witebskiej (około 800 zatrudnionych), zaś obecnie Daugavpilskiego Zakładu Remontu Lokomotyw (łot. Daugavpils Lokomotīvju Remonta Rūpnīca, ros. Даугавпилсский локомотиворемонтный завод).